# Perro antitanque

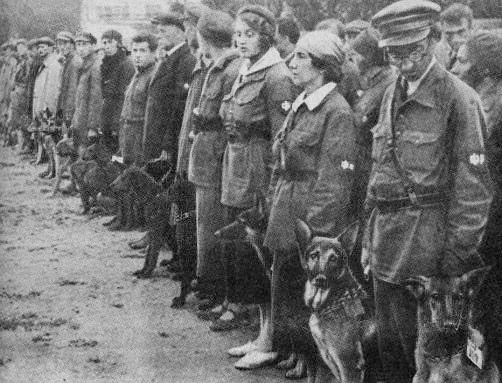
Soldados soviéticos entrenado perros, 1931.

Los perros antitanque (en ruso: собаки-истребители танков sobaki-istrebiteli tankov o противотанковые собаки protivotankovye sobaki; en alemán: Panzerabwehrhunde o Hundeminen, "perros-mina") eran perros entrenados para transportar explosivos y destruir tanques, vehículos blindados y otros objetivos militares. Fueron entrenados intensivamente por las Fuerzas Armadas Soviéticas y rusas entre 1930 y 1996, siendo empleados en combate durante la Segunda Guerra Mundial contra los tanques alemanes entre 1941 y 1942. Aunque el entrenamiento original de los perros implicaba soltar la bomba y que el animal vuelva antes que la espoleta cronométrica detone a esta, su fracaso dio como resultado la introducción de una espoleta que se activaba por impacto y mataba al perro en el proceso. El Ejército estadounidense entrenó perros antitanque en 1943 para emplearlos contra fortificaciones, pero nunca los desplegó. Perros que transportaban explosivos fueron empleados sin éxito por los guerrilleros iraquíes, en el marco de la Guerra de Irak, a inicios del siglo XXI.

## Historia

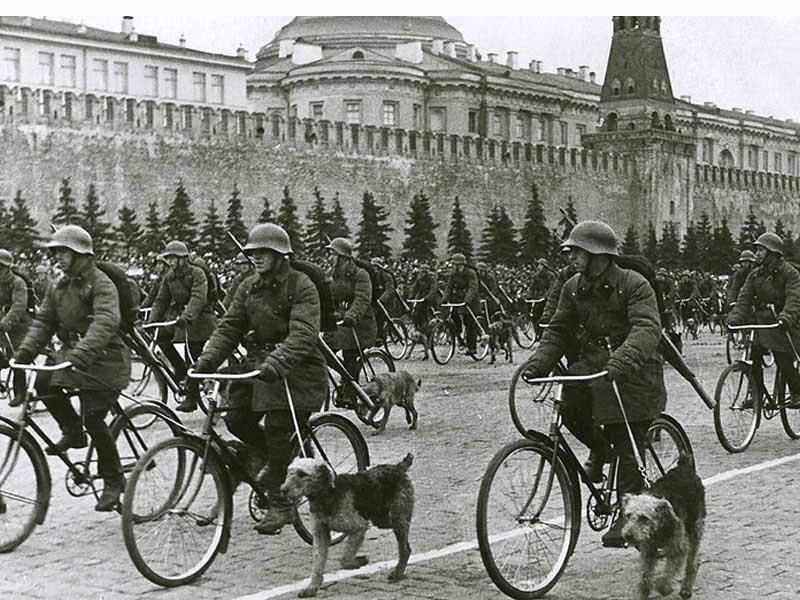
Desfile militar en la Plaza Roja, 1 de mayo de 1938.

En 1924, el Sóviet Militar Revolucionario de la Unión Soviética aprobó el uso de perros para fines militares, que incluían una amplia variedad de tareas, tales como rescate, envío de primeros auxilios, comunicaciones, rastreo de minas y personas, apoyo en combate, transporte de pertrechos y heridos en trineos y destrucción de objetivos enemigos. Para estos fines, se fundó una escuela de entrenamiento canino especializado en el Óblast de Moscú. Poco después se fundaron doce escuelas regionales, de las cuales tres entrenaron perros antitanque.
El Ejército Rojo no tenía entrenadores caninos especializados, por lo cual tuvo que reclutar entrenadores caninos cinegéticos, policiales e incluso circenses. También estuvieron involucrados varios biólogos y etólogos de renombre, a fin de organizar un programa de entrenamiento a gran escala. Los perros pastor alemán eran la primera opción para el programa debido a sus habilidades físicas y facilidad de entrenamiento, pero también se entrenaron perros de otras razas como el pastor belga malinois. La idea de usar perros como minas móviles se desarrolló en la década de 1930, junto con el diseño de la mina que se acoplaría al perro. En 1935, las unidades de perros antitanque fueron oficialmente incluidas en el Ejército Rojo.

## Entrenamiento
La idea original era que un perro transporte una bomba unida a su cuerpo mediante un arnés, hasta llegar a un blanco estático específico. Entonces el perro soltaría la bomba al jalar con sus dientes una correa de liberación automática y volvería con su entrenador. Después la bomba sería detonada por una espoleta cronométrica o mediante control remoto, aunque el segundo sistema era poco usual y demasiado costoso para la época. Un grupo de perros fue entrenado durante seis meses, pero los reportes muestran que ningún perro pudo dominar esta operación. Se desempeñaban bien en un solo blanco, pero se confundían si el blanco o su ubicación eran cambiados, frecuentemente regresando con su entrenador sin haber soltado la bomba, lo cual podía matar a ambos en una situación de combate.
Los continuos fracasos condujeron a una simplificación. La bomba seguiría unida al perro mediante un arnés, pero detonaría al impactar con el blanco y mataría al animal. Mientras que en el primer programa, el perro era entrenado para ubicar un blanco específico, esta tarea fue simplficada al reducirse a ubicar cualquier tanque enemigo. Los perros eran entrenados dejándolos pasar hambre y situando su comida debajo de tanques. Al principio los tanques estaban inmóviles, después tenían sus motores encendidos y a esto se le añadían disparos de cartuchos de fogueo, explosiones y otros elementos distractores que podían encontrarse en el campo de batalla. Con esta rutina se deseaba enseñar a los perros a correr debajo de los tanques en situaciones de combate.
Ya estando satisfactoriamente entrenado, cada perro era equipado con una mina de entre 10 a 12 kg transportada en dos alforjas de lona. La mina tenía en su parte superior un pasador de seguridad, que era retirado solo al momento de soltar al perro; cada mitad de la mina no tenía marcajes y no se podía desactivar una vez retirado el pasador de seguridad. De un bolsillo superior sobresalía una palanca de madera de 20 cm de alto. Cuando el perro se metía debajo del tanque, la palanca golpeaba la parte inferior del casco, se plegaba y detonaba la carga explosiva, muriendo el animal en el proceso. Como la parte inferior del casco es el área más vulnerable de un tanque, se esperaba que la explosión destruya o dañe gravemente al vehículo.

## Despliegue en combate
En el desarrollo de la Operación Barbarroja en 1941, los soviéticos perdieron enormes cantidades de material de guerra y hombres debido a la rápida y efectiva táctica Blitzkrieg alemana, que ocuparon en el espacio de pocas semanas una gran cantidad de territorio soviético, lo que obligó al alto mando soviético a aprobar el uso de perros antitanque como un recurso desesperado. Estos fueron muy utilizados entre 1941 y 1942 para detener el avance alemán en el Frente del Este. En aquel período, las escuelas de entrenamiento canino principalmente se concentraron en el entrenamiento de perros antitanque. El Ejército Rojo desplegó unos 40.000 perros para diversas tareas.
El primer grupo de perros antitanque llegó al frente en el otoño de 1941, contando con 30 perros y 40 entrenadores. Su despliegue reveló algunos problemas serios. A fin de ahorrar combustible y municiones, los perros habían sido entrenados con tanques inmóviles que no disparaban sus cañones y ametralladoras. En el campo de batalla, los perros rehusaban meterse debajo de los tanques en movimiento. Algunos perros tenaces corrían cerca de los tanques y esperaban que se detengan, resultando muertos por disparos. Los disparos de las armas de los tanques espantaron a muchos perros. Estos corrían de vuelta a las trincheras y con frecuencia detonaban la carga explosiva al saltar dentro, matando a soldados soviéticos. Para evitar esto, con frecuencia sus propios entrenadores debían dispararles y esto hizo que no deseasen trabajar entrenando nuevos perros. Algunos llegaron al punto de decir que al Ejército no le basta sacrificar personas en la guerra y también pasó a sacrificar perros; aquellos que criticaron abiertamente el programa fueron perseguidos por los "departamentos especiales" (contraespionaje militar). Del primer grupo de 30 perros, solamente 4 lograron detonar sus bombas cerca de los tanques alemanes, infligiendo daños en cantidad desconocida. Seis detonaron al volver a las trincheras soviéticas, matando e hiriendo soldados. Tres perros fueron abatidos por soldados alemanes y sus cadáveres capturados, a pesar de los desesperados intentos soviéticos por evitar esto, ofreciéndoles ejemplares de las minas y sus espoletas. Después, un oficial alemán capturado contó que ellos aprendieron sobre el perro antitanque a partir de los animales muertos por disparos y consideraron al programa como una medida desesperada e ineficaz. Una campaña de propaganda alemana buscaba desacreditar al Ejército Rojo, diciendo que los soldados soviéticos rehúsan combatir y envían perros en su lugar.
Más tarde se reveló otro serio error de entrenamiento. Los soviéticos habían empleado sus tanques propulsados por motores diésel para entrenar a los perros, mientras que los tanques alemanes eran propulsados por motores de gasolina. Como los perros se guiaban por su fino olfato, buscaban a los familiares tanques soviéticos en lugar de los tanques alemanes que olían distinto.
La eficacia del uso de los perros antitanque en la Segunda Guerra Mundial sigue siendo incierta. Algunas fuentes soviéticas afirman que unos 300 tanques alemanes fueron dañados por los perros antitanque. Esta afirmación es considerada por historiadores rusos como propaganda para justificar el programa de entrenamiento canino. Datos más confiables limitan su éxito a una treintena de tanques alemanes. Sin embargo hay afirmaciones documentadas de éxitos individuales del programa, con el número de tanques dañados usualmente situado en una docena. Por ejemplo, en el frente de la 160° División de Infantería cerca de Hlújiv, seis perros dañaron cinco tanques alemanes; cerca del aeródromo de Stalingrado, los perros antitanque destruyeron 13 tanques. En la batalla de Kursk, 16 perros pusieron fuera de combate a 12 tanques alemanes que habían roto las líneas defensivas soviéticas cerca de Tamarovka, Bykovo.
Las tropas alemanas sabían sobre los perros antitanque soviéticos desde 1941, por lo que tomaron medidas para defenderse de estos. La ametralladora montada sobre la torreta del tanque demostró ser ineficaz por el tamaño relativamente pequeño de los atacantes y su posición muy baja sobre el suelo, además de la velocidad de los perros y la dificultad de observarlos. Finalmente se optó por el uso de lanzallamas para desviar al perro de su objetivo. En consecuencia, a cada soldado alemán se le ordenó matar a cualquier perro que hallase en las áreas de combate.
Los tanquistas y soldados Panzergrenadier (Infantería Mecanizada) los llamaban Hundenminen (perros-mina) o Panzerabwehrhunde (perro antitanque) y temían a esta forma de arma antitanque a pesar de considerarlos como una forma primitiva y desesperada de detener un ataque de tanques.
La hostilidad de los soldados y oficiales alemanes hacia los perros es menicionada en la novela Kaputt, de Curzio Malaparte. Como un corresponsal de guerra italiano destacado en el Frente del Este entre 1941 y 1942, Malaparte narra como una de las primeras tareas de los soldados alemanes al entrar y ocupar aldeas en Ucrania era la de buscar y matar de inmediato a cualquier perro que encontrasen.
Después de 1942, el uso de perros antitanque por parte del Ejército Rojo declinó rápidamente y las escuelas de entrenamiento canino se concentraron en el entrenamiento de perros rastreadores de minas y de transporte de suministros. Sin embargo, el entrenamiento de perros antitanque continuó después de la Segunda Guerra Mundial, cesando definitivamente en junio de 1996.

## Uso en otros países
El Ejército Imperial Japonés recibió alrededor de 25.000 perros de parte de su aliado alemán y organizó varias escuelas de entrenamiento canino en Japón, así como una en Nankín, China. Algunos perros fueron entrenados para demolición, pero en lugar de llevar explosivos unidos a su cuerpo mediante un arnés, estos iban en una carretilla tirada por el animal. Su despliegue tuvo poco éxito, principalmente a causa del entrenamiento deficiente. A fines de la década de 1940, las tropas del Viet Minh emplearon perros antitanque en Indochina.
En 1943, el Ejército estadounidense pensó en emplear perros-bomba contra fortificaciones. La meta era que un perro entre corriendo a un búnker llevando una bomba, que sería detonada por una espoleta cronométrica. Los perros de este programa secreto fueron entrenados en Fort Belvoir. Los perros, llamados "lobos de demolición", eran entrenados para correr hacia un búnker, ingresar a este y sentarse mientras esperaban una explosión simulada. Cada perro transportaba una bomba unida a su cuerpo en dos alforjas de lona, al igual que el perro antitanque soviético. El programa fue cancelado el 17 de diciembre de 1943 por motivos de seguridad. Durante el entrenamiento, los perros regresaban con frecuencia donde sus entrenadores sin haber ingresado al búnker o esperado allí por el supuesto período de tiempo, lo cual hubiese causado bajas en una situación de combate. Se temía que en una batalla, los perros regresarían con más frecuencia, aterrados por el fuego enemigo. Los intentos por continuar el programa en 1944 y 1945 no tuvieron éxito.
William A. Prestre, un ciudadano suizo que vivía en Santa Fe, Nuevo México, propuso emplear perros grandes para matar soldados japoneses. Él convenció al Ejército para que alquile toda una isla en el río Misisipi, a fin de albergar las instalaciones de entrenamiento. Allí el Ejército esperaba entrenar hasta dos millones de perros. La idea era empezar las invasiones de islas con lanchones de desembarco que soltarían miles de perros contra los soldados japoneses, para después ser seguidos por soldados mientras los japoneses corrían confundidos. Uno de los mayores problemas era obtener soldados japoneses para entrenar a los perros, ya que pocos eran capturados. Finalmente, los soldados nisei se ofrecieron voluntarios para el entrenamiento. Otro gran problema resultaron ser los perros, ya que eran demasiado dóciles, no respondían al entrenamiento para correr por las playas o estaban aterrorizados por los disparos de artillería. Después de gastar millones de dólares, el programa fue cancelado.
Hacia 2007, los guerrilleros iraquíes intentaron emplear perros-bomba durante la Guerra de Irak. La bomba era detonada mediante control remoto. En un incidente documentado en Irak, el perro fue detonado sin infligir daños. Con mayor frecuencia son empleados burros, debido a que son más fiables. Los burros tradicionalmente llevan alforjas, por lo tanto pueden transportar una mayor carga explosiva sin levantar sospechas.